# Brotpalmfarne
Die Brotpalmfarne (Encephalartos) sind eine Pflanzengattung in der Familie der Zamiaceae innerhalb der Ordnung der Palmfarne (Cycadales). Die Gattung Encephalartos ist von der Verbreitung auf Afrika beschränkt. Alle etwa 65 Encephalartos-Arten sind im Bestand bedroht und sind im Anhang I des Washingtoner Artenschutz-Übereinkommens (CITES) gelistet.

## Beschreibung

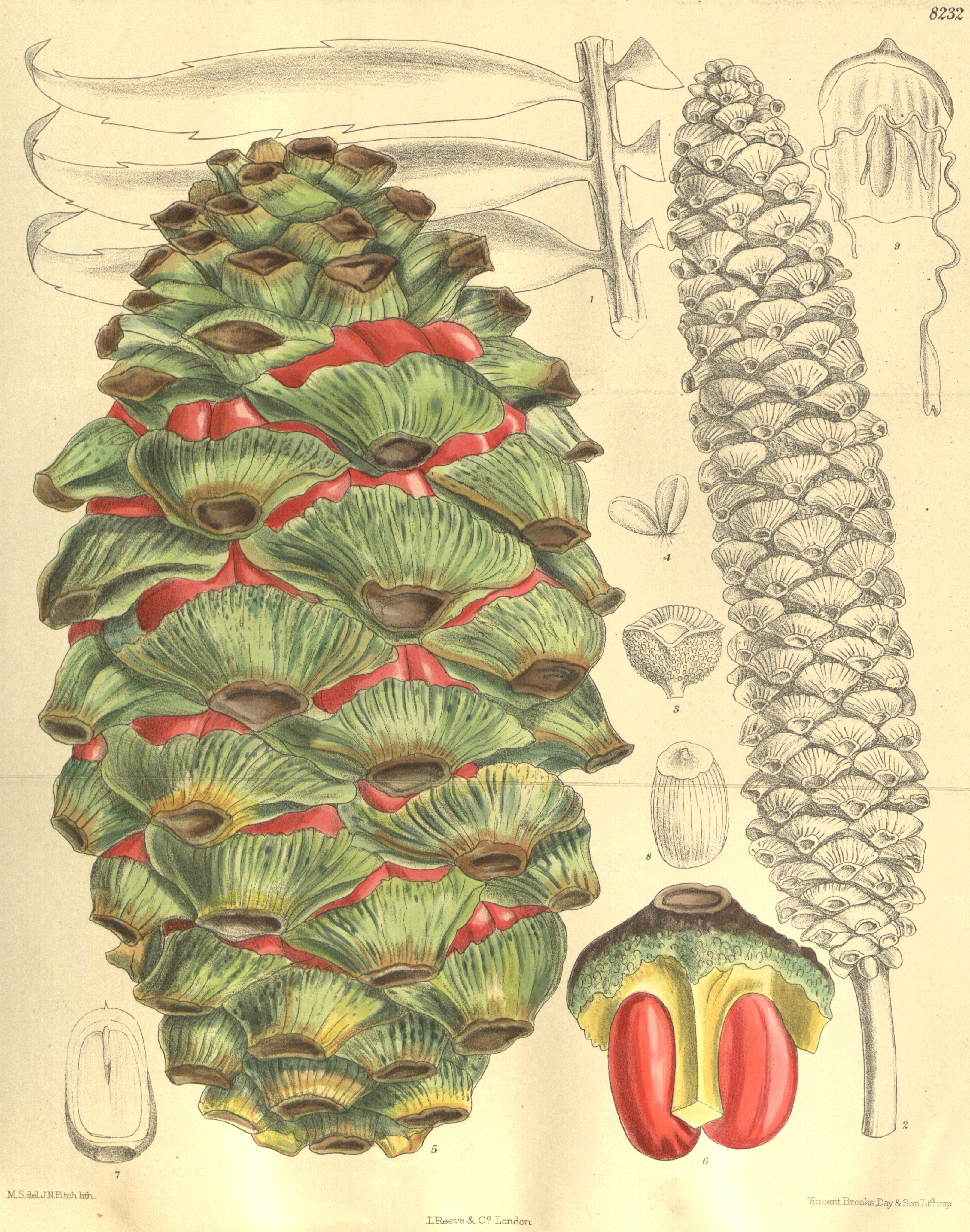
Encephalartos barteri, Illustration

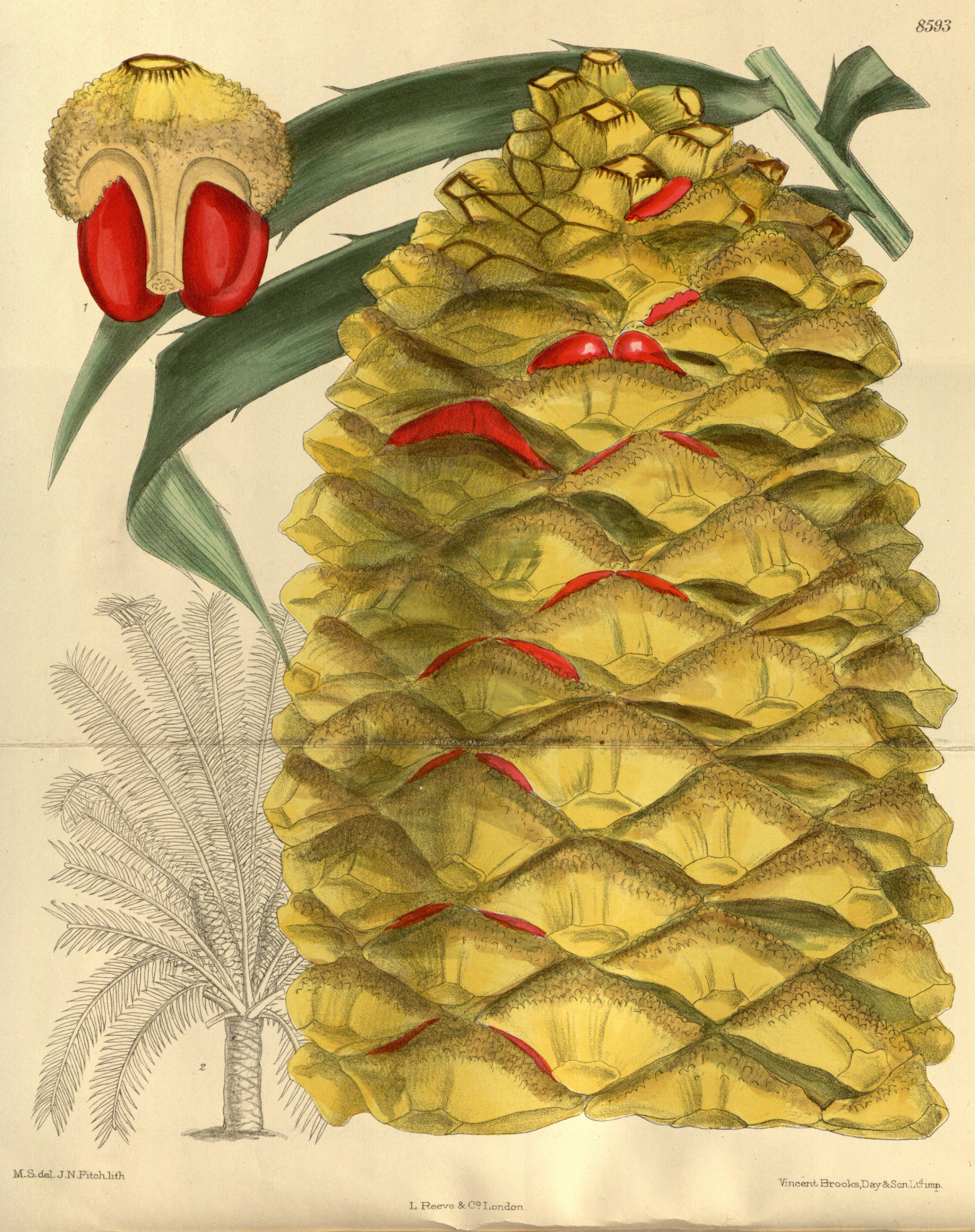
Encephalartos hildebrandtii, Illustration

Die Sprossachse ist unterirdisch oder als oberirdischer Stamm ausgebildet. Unterirdisch erreicht er Durchmesser von 15 Zentimeter. Baumförmige Stämme werden bis zu 15 Meter hoch. Die Stämme sind zylindrisch und pachycaul. Viele Arten bilden an der Stammbasis zusätzliche Sprosse, sodass alte Pflanzen einen großen Klumpen bilden können. Ansonsten ist Verzweigung äußerst selten.
Die Blätter stehen in schraubiger Anordnung am Ende des Stammes. Die zwischen den Laubblättern gebildeten Cataphylle sind einfach gefiedert und sehr variabel. Die Länge reicht von 60 bis 600 Zentimeter, die Oberfläche ist stumpf bis glänzend, die Farbe reicht von Blaugrau über Gelbgrün zu Dunkelgrün. Die Rhachis ist nach innen gekrümmt, gerade oder nach außen gekrümmt bis stark zurückgebogen. Die Fiederblättchen stehen häufig fast senkrecht von der Rhachis ab. Sie sind schmal bis breit, unbewehrt oder bedornt. Die unteren Fiederblättchen sind oft gänzlich zu Dornen umgebildet.
Die weiblichen Zapfen stehen einzeln oder bis zu acht an einer Pflanze. Die Größe reicht von 30 cm lang und 15 cm breit bis 80 cm lang und 40 cm breit. Sie sind sitzend oder gestielt, aufrecht oder nickend. Die Farbe reicht von Blaugrau über Hell- und Dunkelgrün zu Braun, Kastanienbraun, Gelb, Orange, Pink und Rot. Die Oberfläche des Zapfens kann glatt, pickelig oder faltig sein, kahl bis dicht behaart. Die Sporophylle sind einfach, fleischig, und tragen auf der adaxialen Seite zwei (selten drei) orthotrope Samenanlagen, deren Mikropyle zur Zapfenachse weist.
Die männlichen Zapfen sind zahlreicher als die weiblichen. Die Stiele sind meist länger als bei den weiblichen, ansonsten ähneln die Zapfen den weiblichen. Auf jedem Sporophyll sitzen zahlreiche Pollensäcke an der Unterseite (abaxial). Diese öffnen sich mit Schlitzen. Der Pollen ist bootförmig (cymbiform) und hat eine Keimfalte (monosulcat). 
Die Samen sind länglich bis ellipsoidisch, die Sarcotesta ist fleischig und von roter, gelber, oranger oder brauner Farbe. Das Endosperm ist habloid und wird vom weiblichen Gametophyt gebildet. Der Embryo hat zwei Keimblätter, die meist an der Spitze verbunden sind, und einen langen, spiraligen Suspensor. Die Keimung verläuft kryptokotylar.
Die Chromosomenzahl beträgt 2n = 18.

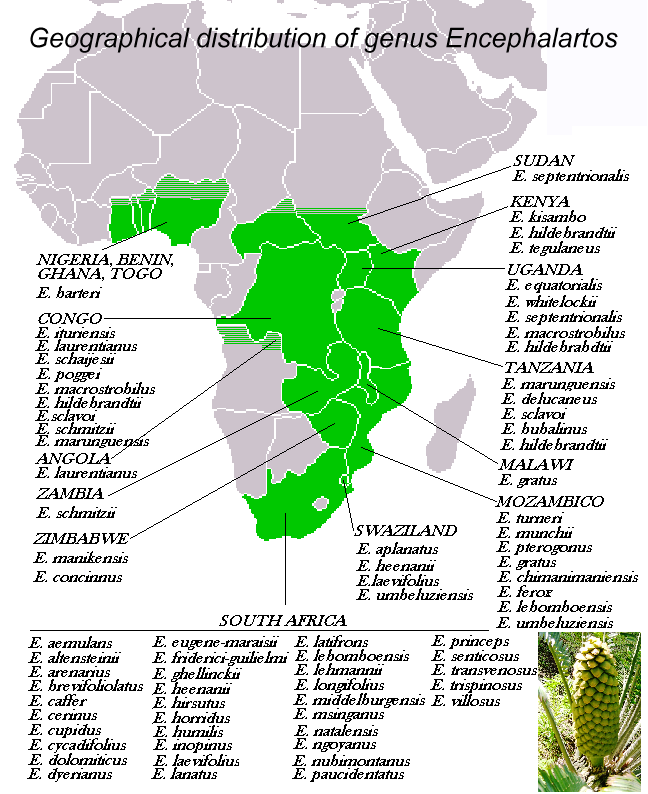
Verbreitungskarte (englisch beschriftet)

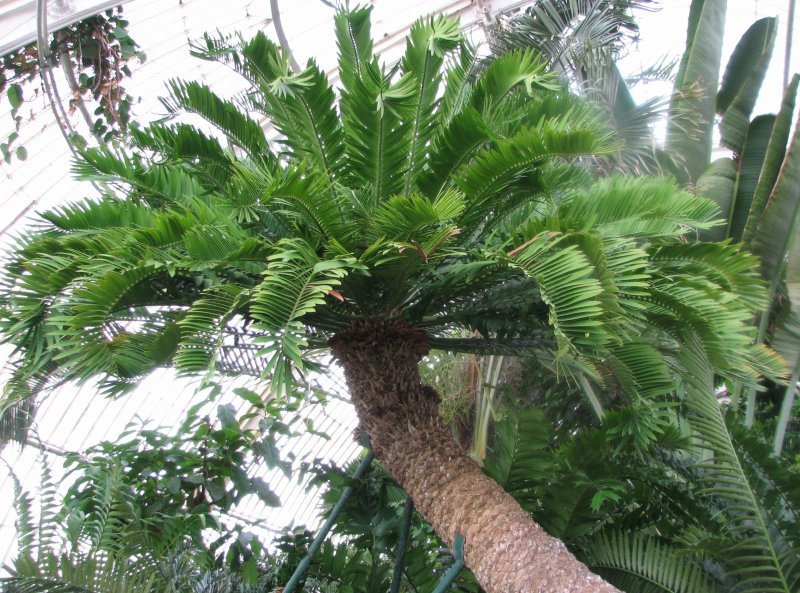
Encephalartos altensteinii

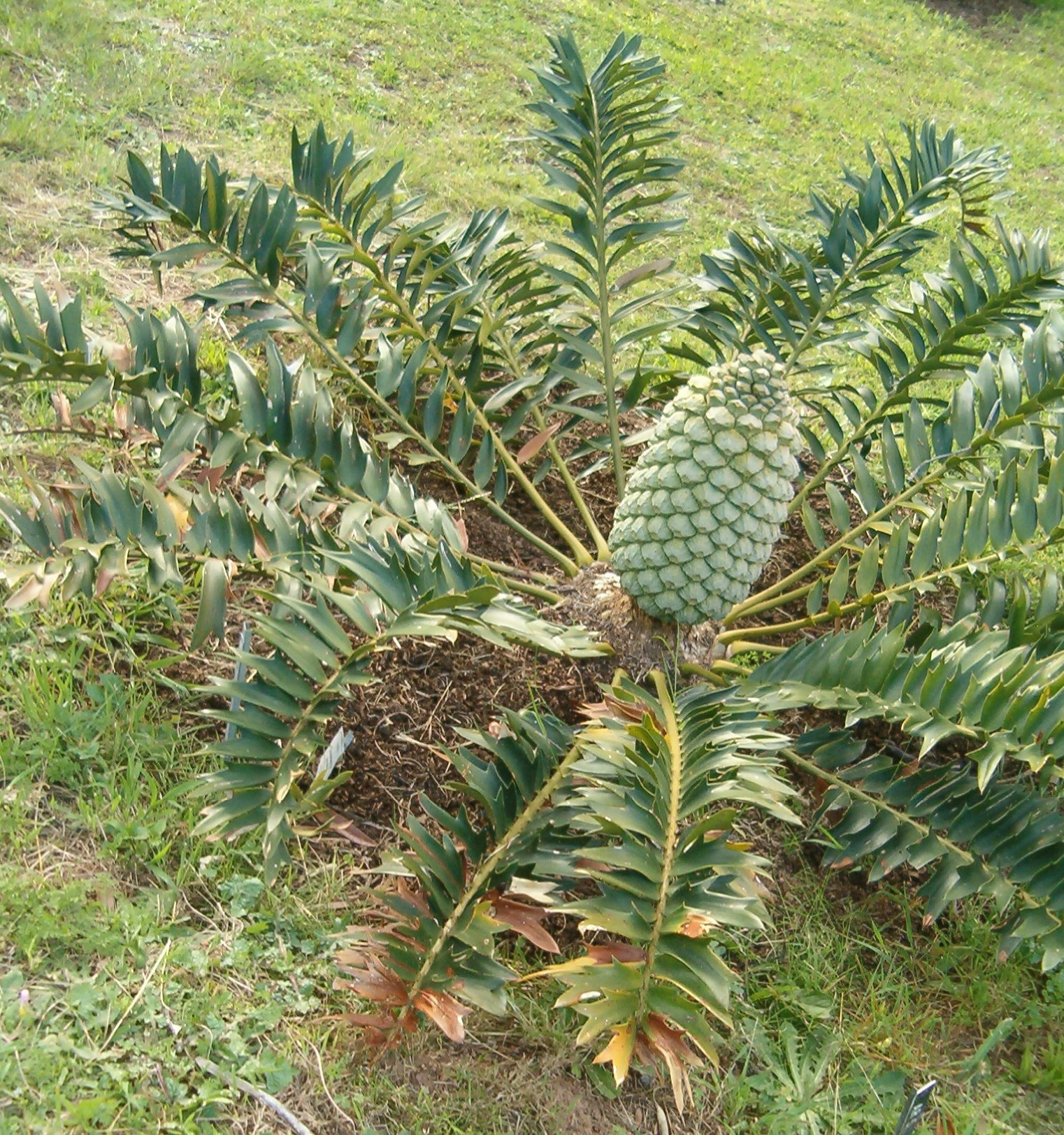
Encephalartos arenarius

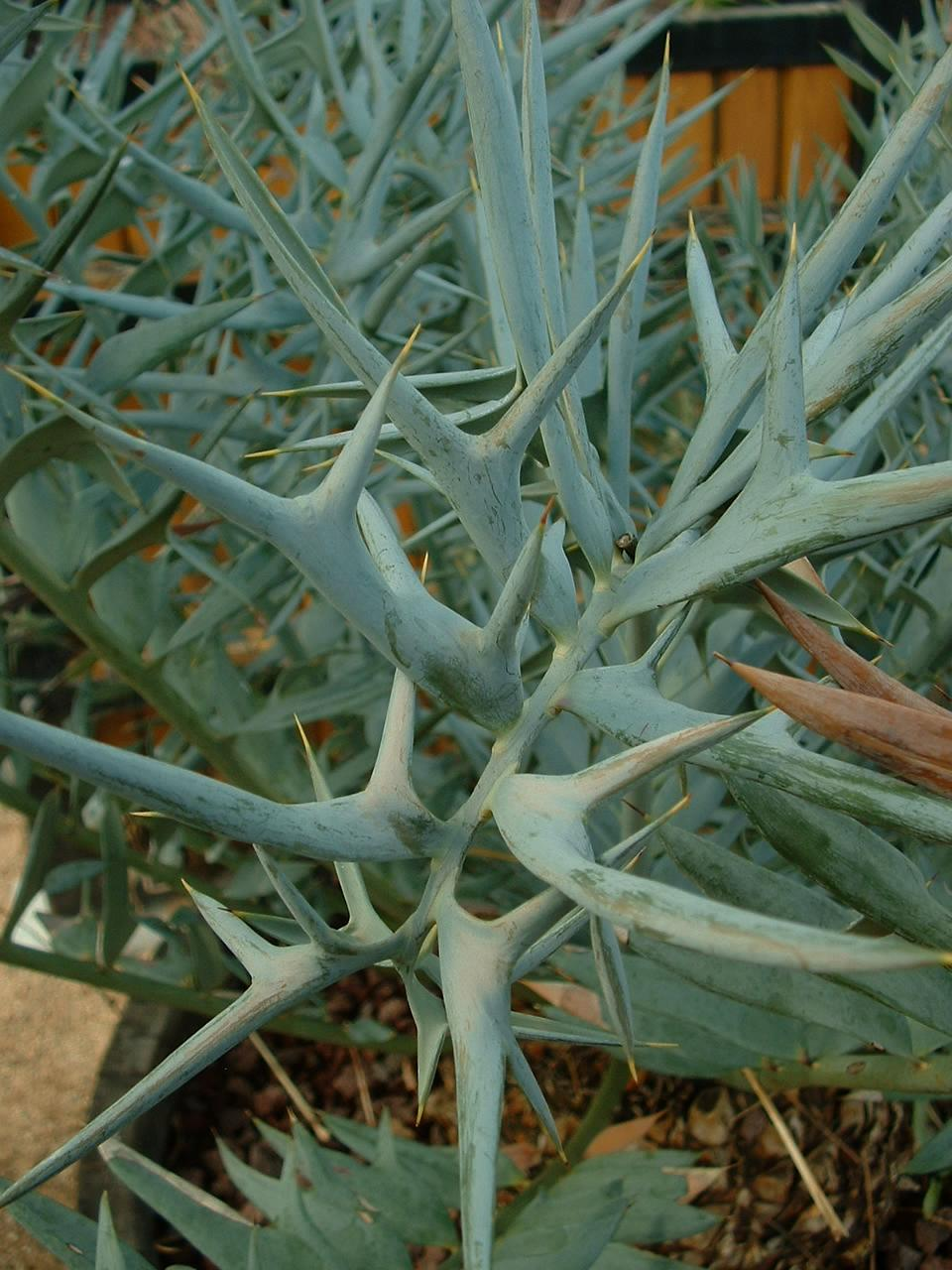
Encephalartos horridus

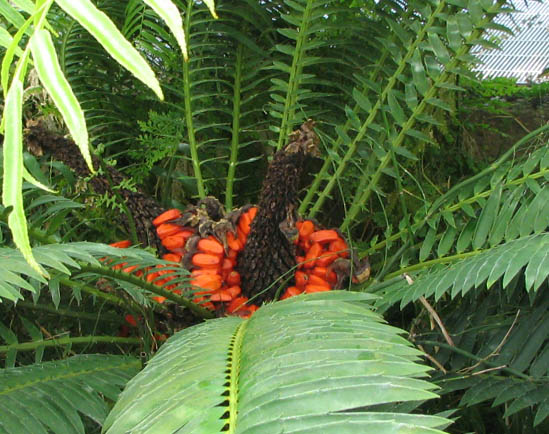
Encephalartos lebomboensis

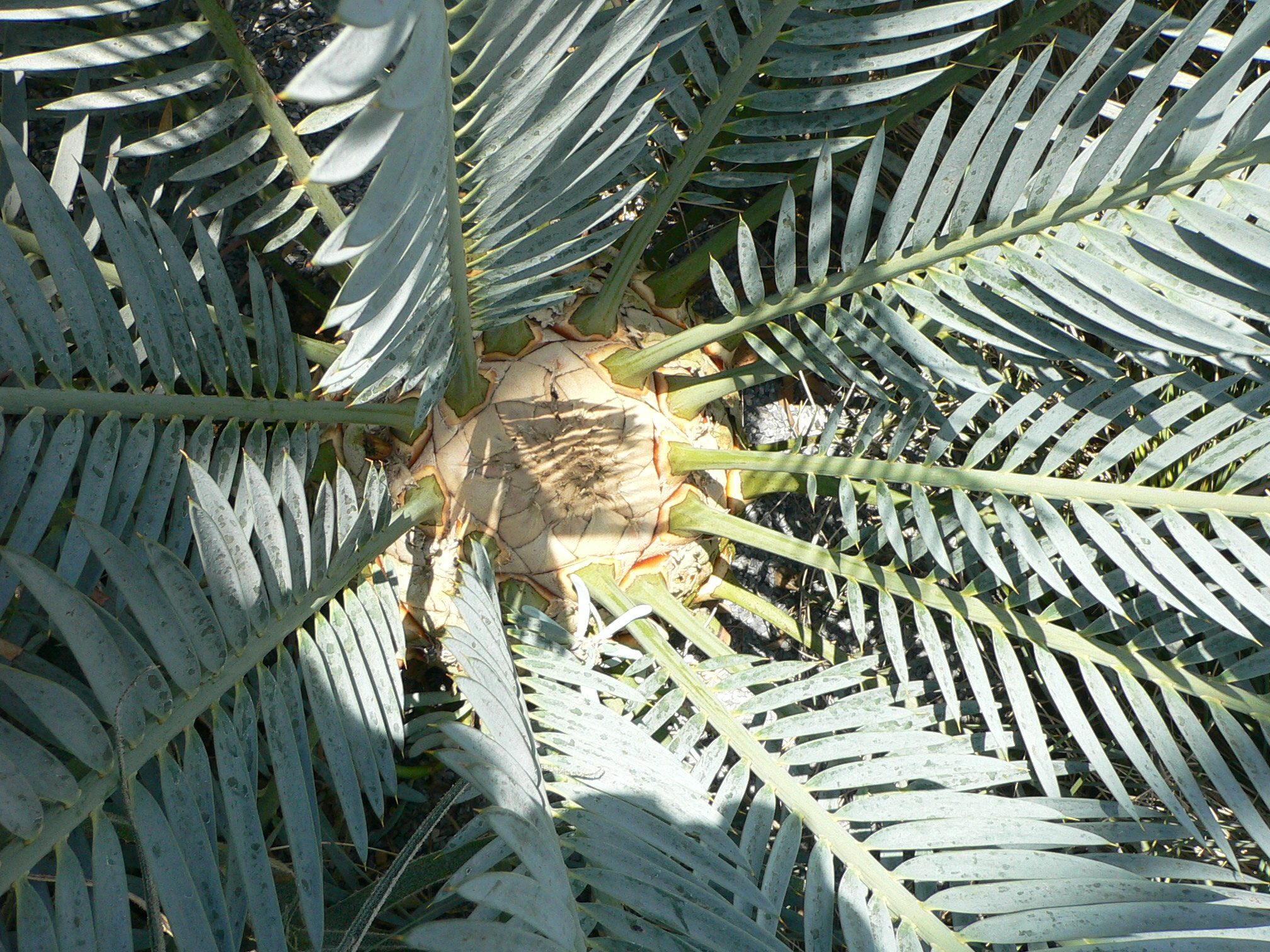
Encephalartos lehmannii

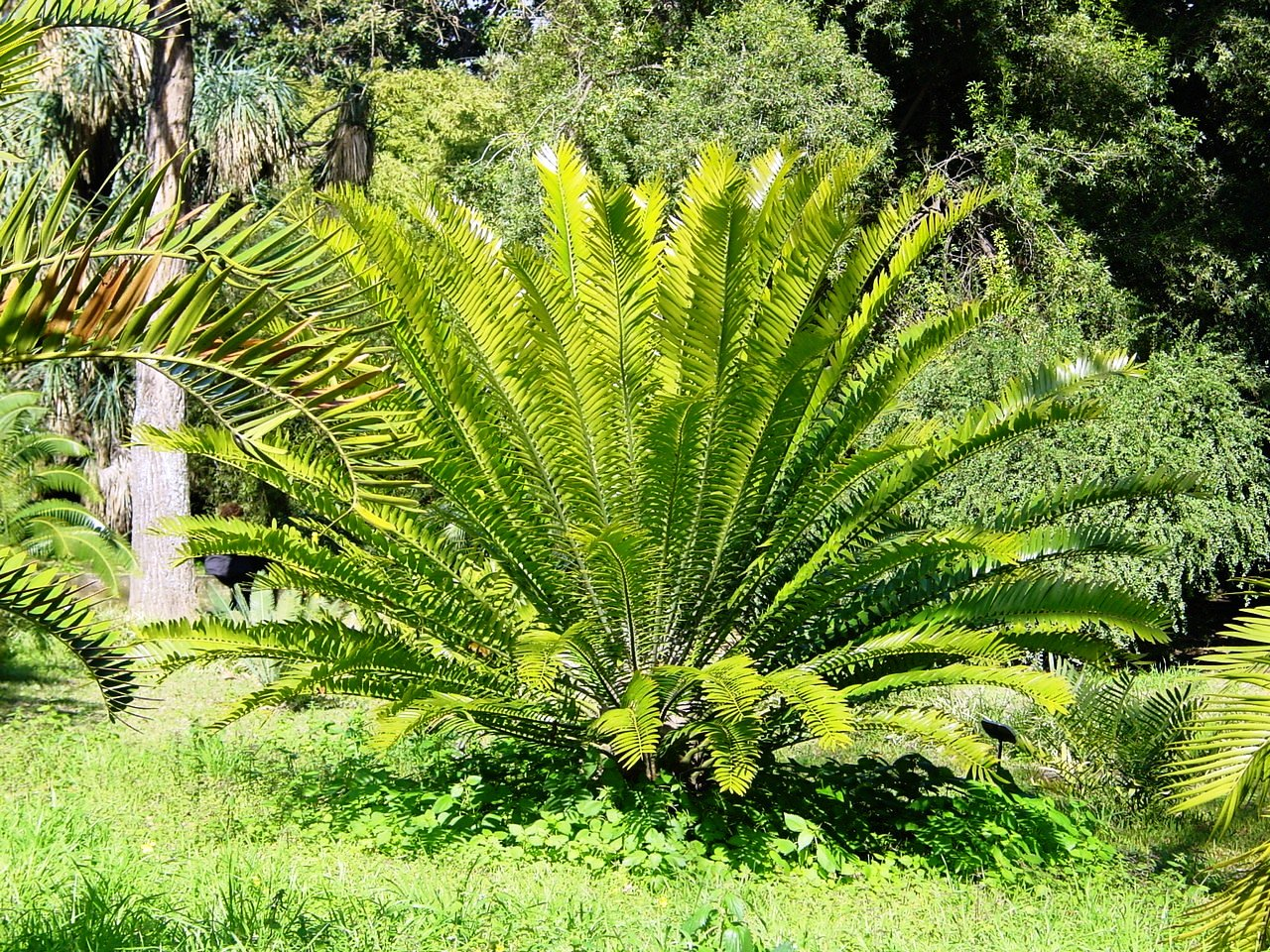
Encephalartos longifolius

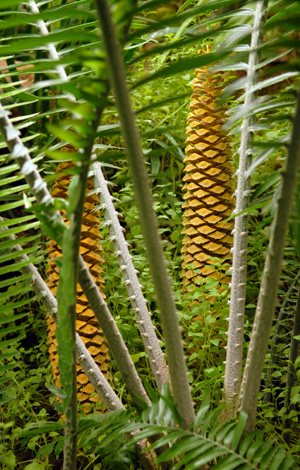
Encephalartos villosus

## Verbreitung und Standorte
Die Gattung Brotpalmfarne (Encephalartos) ist auf Afrika beschränkt. Die Nordgrenze ihres Vorkommens verläuft vom Sudan über die Zentralafrikanische Republik, Nigeria nach Ghana. Im Süden kommt sie bis Südafrika vor. Der Schwerpunkt liegt im östlichen und südlichen Afrika, an der Westküste kommt nur Encephalartos barteri vor.
Die Standorte sind äußerst vielfältig, Brotpalmfarne wachsen in Wüsten, Savannen und Wäldern, sie fehlen jedoch in Regenwald. Sie kommen in Höhenlagen von Meeresniveau bis in 2400 Metern vor.

## Systematik
Die Gattung Encephalartos (von griech. en = in bzw. innerhalb, kephalē = Kopf und artos = Brot) bildet alleine die Subtribus Encephalartinae, und zusammen mit der Subtribus Microzamiinae die Tribus Encephalarteae. Innerhalb der Gattung wurden bis 2002 etwa 63 Arten unterschieden; inzwischen kamen weitere Arten (Encephalartos flavistrobilus, Encephalartos mackenziei) hinzu.
Die bisher beschriebenen Arten sind:
- Encephalartos aemulans Vorster: Sie kommt in KwaZulu-Natal vor.[2]
- Encephalartos altensteinii Lehm.: Sie kommt in Südafrika vor.[2]
- Encephalartos aplanatus Vorster: Die Heimat ist Eswatini.[2]
- Encephalartos arenarius R.A.Dyer: Sie kommt in Südafrika vor.[2]
- Encephalartos barteri Carruth. ex Miq.: Sie kommt in zwei Unterarten im tropischen Westafrika vor:[2]
  - Encephalartos barteri subsp. allochrous L.E.Newton: Sie kommt in Nigeria vor.[2]
  - Encephalartos barteri subsp. barteri: Sie kommt im tropischen Westafrika vor.[2]
- Encephalartos brevifoliolatus Vorster: Sie kam in der Provinz Limpopo vor.[2]
- Encephalartos bubalinus Melville: Sie kommt in Kenia und Tansania.[2]
- Kafir-Brotpalmfarn[3]  (Encephalartos caffer (Thunb.) Lehm.): Sie kommt in Südafrika vor.[2]
- Encephalartos cerinus Lavranos & D.L.Goode: Die Heimat ist KwaZulu-Natal.[2]
- Encephalartos chimanimaniensis R.A.Dyer & I.Verd.: Sie kommt im westlichen Mosambik vor und kam auch im östlichen Simbabwe vor.[2]
- Encephalartos concinnus R.A.Dyer & I.Verd.: Die Heimat ist Simbabwe.[2]
- Encephalartos cupidus R.A.Dyer: Die Heimat ist die südafrikanische Provinz Mpumalanga.[2]
- Encephalartos cycadifolius Lehm.: Sie kommt in Südafrika.[2]
- Encephalartos delucanus Malaisse, J.P.Sclavo & C.Crosiers: Die Heimat ist Tansania.[2]
- Encephalartos dolomiticus Lavranos & D.L.Goode: Die Heimat ist die Provinz Limpopo.[2]
- Encephalartos dyerianus Lavranos & D.L.Goode: Die Heimat ist die Provinz Limpopo.[2]
- Encephalartos equatorialis P.J.H.Hurter: Die Heimat ist das südöstliche Uganda.[2]
- Encephalartos eugene-maraisii I.Verd.: Die Heimat ist die Provinz Limpopo.[2]
- Encephalartos ferox G.Bertol.: Sie kommt von Mosambik bis KwaZulu-Natal vor.[2] Es gibt zwei Unterarten:
  - Encephalartos ferox subsp. emersus P.Rousseau, Vorster & A.E.van Wyk: Sie wurde 2015 aus Mosambik erstbeschrieben.[2]
  - Encephalartos ferox subsp. ferox: Sie kommt von Mosambik bis KwaZulu-Natal vor.[2]
- Encephalartos flavistrobilus I.S.Turner & Sclavo: Sie wurde 2006 aus Simbabwe erstbeschrieben.[2]
- Encephalartos friderici-guilielmi Lehm.: Sie kommt in Südafrika und in KwaZulu-Natal vor.[2]
- Encephalartos ghellinckii Lem.: Sie kommt in Südafrika und in KwaZulu-Natal vor.[2]
- Encephalartos gratus Prain: Sie kommt in Malawi und im Mosambik vor.[2]
- Encephalartos heenanii R.A.Dyer: Sie kommt im nordwestlichen Eswatini und im südöstlichen Mpumalanga vor.[2]
- Encephalartos hildebrandtii A.Braun & C.D.Bouché: Sie kommt vom südöstlichen Kenia bis zum nordöstlichen Tansania vor.[2]
- Encephalartos hirsutus P.J.H.Hurter: Die Heimat ist die Provinz Limpopo.[2]
- Encephalartos horridus (Jacq.) Lehm.: Sie kommt in Südafrika vor.[2]
- Encephalartos humilis I.Verd.: Die Heimat ist die südafrikanische Provinz Mpumalanga.[2]
- Encephalartos inopinus R.A.Dyer: Die Heimat ist die Provinz Limpopo.[2]
- Encephalartos ituriensis Bamps & Lisowski: Sie kommt in Zaire und in Uganda vor.[2]
- Encephalartos kisambo Faden & Beentje: Sie kommt im südöstlichen Kenia und im nordöstlichen Tansania vor.[2]
- Encephalartos laevifolius Stapf & Burtt Davy: Sie kommt in Südafrika vor.[2]
- Encephalartos lanatus Stapf & Burtt Davy: Die Heimat ist die südafrikanische Provinz Mpumalanga.[2]
- Encephalartos latifrons Lehm.: Sie kommt in Südafrika vor.[2]
- Encephalartos laurentianus De Wild.: Sie kommt in Angola und in Zaire vor.[2]
- Lebombo-Brotpalmfarn[3]  (Encephalartos lebomboensis I.Verd.): Sie kommt von Mosambik bis KwaZulu-Natal vor.[2]
- Karoo-Brotpalmfarn[3]  (Encephalartos lehmannii Lehm.): Sie kommt in Südafrika vor.[2]
- Suurberg-Brotpalmfarn[3]  (Encephalartos longifolius (Jacq.) Lehm.): Sie kommt in Südafrika vor.[2]
- Encephalartos mackenziei L.E.Newton: Sie wurde 2002 aus dem östlichen Südsudan erstbeschrieben.[2]
- Encephalartos macrostrobilus Scott Jones & J.Wynants: Die Heimat ist das nördliche Uganda.[2]
- Encephalartos manikensis (Gilliland) Gilliland: Die Heimat ist Simbabwe und Mosambik.[2]
- Encephalartos marunguensis Devred: Die Heimat ist Zaire.[2]
- Encephalartos middelburgensis Vorster, Robbertse & S.van der Westh.: Die Heimat ist die südafrikanische Provinz Mpumalanga.[2]
- Encephalartos msinganus Vorster: Die Heimat ist KwaZulu-Natal.[2]
- Encephalartos munchii R.A.Dyer & I.Verd.: Die Heimat ist Mosambik.[2]
- Encephalartos natalensis R.A.Dyer & I.Verd.: Die Heimat ist KwaZulu-Natal.[2]
- Encephalartos ngoyanus I.Verd.: Die Heimat ist KwaZulu-Natal und Eswatini.[2]
- Encephalartos nubimontanus P.J.H.Hurter: Die letzte Beobachtung der Art stammt von 2001. Sie kam in der Provinz Limpopo vor.[2]
- Encephalartos paucidentatus Stapf & Burtt Davy: Sie kommt in Mpumalanga und in Eswatini vor.[2]
- Encephalartos poggei Asch.: Sie kommt in Zaire und im nordöstlichen Angola vor.[2]
- Encephalartos princeps R.A.Dyer: Sie kommt in Südafrika vor.[2]
- Encephalartos pterogonus R.A.Dyer & I.Verd.: Die Heimat ist Mosambik.[2]
- Encephalartos relictus P.J.H.Hurter: Diese Art wurde 2001 aus dem östlichen Swaziland erstbeschrieben, ist aber ausgestorben.[2]
- Encephalartos schaijesii Malaisse, J.P.Sclavo & C.Crosiers: Die Heimat ist Zaire.[2]
- Encephalartos schmitzii Malaisse: Die Heimat ist Zaire und Sambia.[2]
- Encephalartos sclavoi De Luca, D.W.Stev. & A.Moretti: Die Heimat ist das nordöstliche Tansania.[2]
- Encephalartos senticosus Vorster: Sie kommt in Eswatini und in KwaZulu-Natal vor.[2]
- Encephalartos septentrionalis Schweinf. ex Eichl.: Sie kommt vom nördlichen Uganda und dem südlichen Sudan bis Zaire und der Zentralafrikanischen Republik vor.[2]
- Encephalartos tegulaneus Melville: Die zwei Unterarten kommen beide nur in Kenia vor:[2]
  - Encephalartos tegulaneus subsp. powysii Miringu & Beentje
  - Encephalartos tegulaneus subsp. tegulaneus
- Modiaji-Brotpalmfarn[3]  (Encephalartos transvenosus Stapf & Burtt Davy): Die Heimat ist die Provinz Limpopo.[2]
- Encephalartos trispinosus (Hook.f.) R.A.Dyer: Sie kommt in Südafrika vor.[2]
- Encephalartos turneri Lavranos & D.Goode: Die Heimat ist Mosambik.[2]
- Encephalartos umbeluziensis R.A.Dyer: Die Heimat ist Mosambik und Eswatini.[2]
- Encephalartos villosus Lem.: Sie kommt vom Ostkap bis Eswatini vor.[2]
- Encephalartos whitelockii P.J.H.Hurter: Die Heimat ist das südwestliche Uganda.[2]
- Encephalartos woodii Sander: Diese Art aus KwaZulu-Natal ist in freier Wildbahn ausgestorben.[2] Mehrere Klone des letzten bekannten Exemplars existieren in botanischen Gärten.[4]

## Botanische Geschichte
Die Gattung Encephalartos wurde vom deutschen Botaniker Johann Georg Christian Lehmann 1834 erstbeschrieben. Vorher wurden alle Palmfarne in die Gattung Zamia eingruppiert. Der Gattungsname Encephalartos bedeutet so viel wie Brot im Kopf und spielt auf die Nutzung des Stamm-Marks als Stärkelieferant an. Lehmann hatte auch die australischen Arten der Familie in der Gattung Encephalartos eingeordnet, die mittlerweile in eigene Gattungen Macrozamia und Lepidozamia überführt wurden.

## Nutzung
Verschiedene Encephalartos-Arten wurden als Stärkelieferant genutzt. Sowohl die Samen als auch das Mark wurden – vorwiegend in Notzeiten – zu Mehl verarbeitet. Die Giftstoffe wurden durch wiederholtes Waschen entfernt. 
Mehrere Encephalartos-Arten werden vor allem in ihrem natürlichen Verbreitungsgebiet als Zierpflanzen in Parks und Gärten verwendet, besonders in Südafrika.